# الكسندر جون
الكسندر جون (بالألمانية: Alexander John)‏ هو منافس ألعاب قوى ألماني، ولد في 3 مايو 1986 في Zeulenroda ‏ في ألمانيا.

## وصلات خارجية
- الكسندر جون على موقع الاتحاد الدولي لألعاب القوى (الإنجليزية)
- الكسندر جون على موقع الدوري الماسي (الإنجليزية)
- الكسندر جون على موقع اللجنة الأولمبية الدولية (الإنجليزية)
- الكسندر جون على موقع أوليمبيديا (الإنجليزية)
- الكسندر جون على موقع اللجنة الأولمبية الألمانية (الألمانية)